# Ayt Iraten
Els Ayt Iraten (amazic: ⴰⵢⵜ ⵉⵔⴰⵜⴻⵏ) són un grup amazic de la Gran Cabília. Depenien tradicionalment del governant de Bugia però de fet eren independents. En temps del marínida Abu-l-Hàssan Alí (1331-1348) eren governats per una dona de nom Shamsi de la família dels Abd-as-Samad que era la que aportava els caps de la tribu. Sota domini otomà van restar de fet independents dins una federació amb cinc grups: Ayt Irdjen, Akerma, Isammer, Awggasha i Umalu. La situació es va mantenir encara després dels 1830 fins al 1854 quan el mariscal Randon va entrar a la Cabília i els Iraten van entregar ostatges i pagar tribut. Però per haver acollit a conspiradors contra el domini francès Randon va decidir el 1857 la submissió efectiva i dues columnes franceses van sortir de Tizi-Ouzou el 24 de maig de 1857 i van ocupar totes les poblacions, i van derrotar els Iraten a la plana de Suk al-Arba. Al centre del territori es va construir el Fort Napoleó (Fort Napoleon, després Fort National). El 1871 els Iraten es van revoltar i van assetjar el fort, però foren derrotats.
Durant el període de domini islàmic a l'Àndalus s'establiren a Mallorca, on tengueren diverses propietats, a les quals donaren nom: les alqueries d'Artana, al Prat de Sant Jordi, i de Rotana, a Manacor, i, principalment, el districte de Yartan, actualment Artà. Segurament també són a l'origen del nom de la vila d'Artana, a la Plana Baixa.